# Помазкин, Владимир Иванович
Владимир Иванович Помазкин — советский хозяйственный, государственный и политический деятель.

## Биография
Родился в 1931 году в Асбесте. Член КПСС.
С 1944 года — на хозяйственной, общественной и политической работе. В 1944—1991 гг. — ученик слесаря на асбесто-обогатительной фабрике № 2, слесарь, бригадир горного цеха Южного рудоуправления комбината «Ураласбест», член ЦК профсоюзов промстройматериалов.
За высокую эффективность и качество работы в промышленности строительных материалов и строительной индустрии на основе совершенствования мастерства и совмещения профессий был в составе коллектива удостоен Государственной премии СССР за выдающиеся достижения в труде 1980 года.
Почётный гражданин города Асбеста.
Умер в Асбесте в 2005 году.